# Percy Williams
Percy Alfred Williams, född 19 maj 1908 i Vancouver i British Columbia, död 29 november 1982 i Vancouver, var en kanadensisk friidrottare.
Williams blev olympisk mästare på 100 och 200 meter vid olympiska sommarspelen 1928 i Amsterdam.